# Teplická kotlina
Teplická kotlina je geomorfologickou částí Kráľovohoľských Tater. Zabírá okolí obce Liptovská Teplička v Čiernovážské dolině, na horním toku Černého Váhu.

## Vymezení
Území leží ve východní polovině Kráľovohoľských Tater. Severní okraj vymezuje tok Černého Váhu, který tvoří hranici s Važeckým chrbátem (podcelkem Kozích chrbtů ) a Vikartovskou priekopou (podcelkem Hornádské kotliny). Východním směrem navazuje Predná hoľa, jižním Kráľova hoľa a západním Priehyba, vše geomorfologické části Nízkých Tater. 

## Ochrana území
Jižní část kotliny leží v Národním parku Nízké Tatry, zbytek území je součástí jeho ochranného pásma. Zvláště chráněné lokality se v této části nevyskytují. 

## Turismus
Tato část Kráľovohoľských Tater zaujímá specifickou pozici, protože jde o maloplošnou kotlinu s jediným sídlem a jeho blízkým okolím. Kulturně a národopisně zajímavá lokalita si uchovala svou jedinečnost, k čemuž napomohla odlehlá poloha na konci dlouhé doliny Čierneho Váhu. Jedinečné jsou mimo folklóru též svahové sklípky mimo obec, jejichž část je stále využívána ke skladování brambor. Zajímavostí je východním okrajem vedená hranice rozvodí Váhu a Hornádu, který pramení nedaleko. 
Kotlinou vede několik značených tras, které směřují na hřebenem vedoucí  červeně značenou Cestu hrdinů SNP. Liptovská Teplička je nejvhodnější výchozí místo pro výstup na Královu holu z liptovské strany. Čiernovážskou dolinou vede vyhledávaná cyklostezka.